# 井原慶子
井原 慶子（いはら けいこ、1973年7月4日 - ）は、レーシングドライバー、実業家。Future株式会社CEO、日産自動車株式会社独立取締役・報酬委員会委員長、株式会社ソフト99コーポレーション社外取締役、慶應義塾大学大学院メディアデザイン研究科特任教授。所属事務所はトゥインクル・コーポレーション。

## 略歴
東京都出身（生まれは愛知県春日井市）、法政大学経済学部卒業。競泳やマラソン等スポーツなどを行い、父の仕事の都合で北海道に引越し、高校ではモーグルスキーの選手として活動。学生モーグルスキー大会で入賞した実績を積み、将来の大会出場のための合宿、遠征費用を稼ぐ為に、大学生の頃にモデル業を始めた。
1998年には、レースクイーンの頂点とも言われるF1ベネトンレースクイーン・グランプリに5,000人を超える応募者の中から選ばれた。
1999年にフェラーリレースでレーサーデビュー。以降イギリスやフランス、マレーシアを拠点に世界70カ国をレースで転戦。
2008年6月14日に7歳年下のエネルギー科学者・本島厳と結婚。
2009年より起業家として教育事業を開始。以降、教育・人材育成事業や自動車開発研究を営む法人を設立。複数の会社の経営に携わる。
2012年には、日本人初、世界女性初で耐久レースの世界最高峰FIA 世界耐久選手権（WEC）にフル参戦。2013年同シリーズドライバーズランキング22位、女性としては最高位を獲得した。
2013年以降、スイスに本部を置く自動車の国際機関である国際自動車連盟（FIA）のアジア代表委員に選出され、国際機関でのガバナンス及びレギュレーションの改善、女性活躍などを担う。
2014年6月、フランスのル・マン24時間レースでアジア人女性として初完走。8月に行われたルマンシリーズでは世界女性初で総合優勝を果たす。10月に静岡県・富士スピードウェイで行われたWEC日本ラウンドでも世界女性初で表彰台を獲得。続くバーレーン戦でも3に入賞し、3年連続女性カーレーサーとして世界最高位を獲得。
同年以降、政府の電気自動車インフラ整備の政策策定や超小型モビリティ普及政策策定に携わる。
2015年4月11日に日本自動車連盟（JAF）が推進する女性の自動車産業及びモータースポーツへの参画を目指す「ウイメン イン モータースポーツ」の一環としてカーメーカーとの女性育成プロジェクトの代表に就任。
2016年にフランスのドーヴィルで開催された女性プロアスリート対象の栄誉のある賞「WOMEN'S FORUM GLOBAL MEETING 2016」の「記録を打ち破り、新たな歴史を築いたロールモデル」（Record-breakers and role models）に選出された。
同年6月、株式会社ソフト99コーポレーション社外取締役に選任される。
2016年より、三重県の政策アドバイザーとして、G7伊勢志摩サミットの提言を具現化するためのポストサミット「Work & Women in Innovation Summit in 三重」を政府と自治体と共に主催。以降、組織のガバナンス改革、働き方改革、女性活躍などを推進するため、2017年には広島、2018年は宮城、2019年は京都で継続開催している。
2018年6月、日産自動車株式会社の独立社外取締役に選任され、日産で女性初の取締役となる。国際機関でのガバナンス改革や企業経営の経験から、同社にガバナンス改善特別委員会を設置。2019年6月に報酬委員会委員長および指名委員に就任。
2019年、JAF日本自動車連盟モータースポーツ審議会委員に女性初で就任。
2020年4月、2009年よりCASE、MaaS領域の研究を行ってきた慶應義塾大学大学院メディアデザイン研究科で特任教授に就任。
2021年より次世代モビリティ及びモビリティサービスプラットフォーム開発会社Future株式会社CEOに就任。

### レースクイーン
1997年〜1998年には、NTTイメージレディ、1998年には、レースクイーンの頂点とも言われるF1ベネトンレースクイーン・グランプリに5,000人を超える応募者の中から選ばれた。モデル業の一環として取り組んでいたレースクイーンの仕事で、サーキットを訪れた際にモータースポーツの迫力に取り憑かれ、自らレースに出場したいという意識が強まった。しかし当時、井原は普通自動車免許すら持っていなかったので、普通運転免許証を取得するべく自動車教習所に通い、その後もメーカーのインストラクターや技術スタッフから、走行法やモータースポーツの心得を習得していった。

### レーシングドライバー
1999年、25歳でドライバーとしてのデビューを果たした。モデルの仕事で貯めた貯金で「フェラーリ・チャレンジ」に参戦し、デビューレースで3位表彰台に上った。イギリスのジム・ラッセル・レーシングスクールに短期留学を行い、首席で卒業。その後にはフェラーリ・チャレンジで2戦連続勝利を果たした。その後フェラーリ・チャレンジの世界大会に出場し、決勝レースでスタート直後コースアウトするも18位にまで順位を上げ、国別対抗戦では2位表彰台を獲得。同シリーズの年度最優秀賞を獲得した。
しかし、最優秀賞を受賞した喜びよりもコースアウトをしたときの悔しさ、そしてモータースポーツの魅力を改めて認識して単身渡英することを決断。2000年はイギリス・フォーミュラ・ルノー、2001年にはフランスF3に参戦し、本格的にフォーミュラレースを初めて2年目ながら入賞4回を記録した。2002年には、レース出場のための資金が充分に賄えず出場が危ぶまれたが、諦めずにトレーニングとスポンサー資金を集めて「アジアン・フォーミュラ2000」（AF2000）にシーズン途中からスポット参戦した。FIAの公認レースで女性として世界で初めての優勝を果たし、2勝を挙げ参戦した全戦で表彰台を獲得した。またマカオで行われたマカオGP・AF2000でも大会史上初の女性による表彰台（3位）を獲得した。
2003年にはフォーミュラ・BMWアジアシリーズに参戦し、シーズンランキング3位を獲得。全日本GT選手権のGT300クラスにも2戦スポット参戦した。2004年は日本でフォーミュラ・ドリームに参戦した。2005年からはイギリスF3にフル参戦し、初年度は入賞7回、翌年は入賞4回となった。2007年にはイタリアでF3000のテストに参加した。
2008年は、結婚を機に拠点を日本に戻し、イベントや講演で環境問題や安全なども呼び掛けた。12月には、アストンマーティンアジアカップにチャリティーゲスト参戦し、ファッションデザイナー「TAKEO KIKUCHI」がデザインしたアースカラーのマシンを駆り、環境問題について世界に呼び掛けた。
2009年、結婚後初となる本格的な国際レースとして、フォーミュラ・ル・マン・カップ第3戦のサルト・サーキットでのレースに参戦した。このレースではパートナーのThomas Ducheneとともにオレカ・FLM09をドライブし、10位入賞を果たした。
2012年にはル・マン24時間レース参戦を目標として本格的にレースに復帰。同年1月に行われたドバイ24時間レースにガルフ・レーシングから参戦、クラス13位で完走した。ドバイ24時間レースでの走りが認められ、ガルフレーシングミドルイーストからWEC世界耐久選手権のオファーを受けた。
2012年3月に開幕した耐久レースの最高峰WECに日本人初、世界女性初でGulf racing middle eastからフル参戦。第3戦ル・マン24時間の本番では、レース序盤で別のドライバーがマシンを運転中に日産・デルタウイングの運転ミスにより接触されリタイアしたため、決勝レースでは出番なしという結果に終わった。第2戦スパ・フランコルシャン、第5戦サンパウロ、第7戦富士で入賞し、シリーズ7位。
2013年1月には、FIAよりWomen in motorsport評議会委員に指名され、アジア代表委員に就任。2013年5月には、FIAより国際レース歴10年以上でかつ顕著な功績を残したドライバーのみで構成されるDrivers Commission評議会メンバーに世界の女性代表として任命された。同評議会は、F1王者エマーソン・フィッティバルディをはじめ、ナイジェル・マンセル、世界ラリー選手権（WRC）王者のセバスチャン・ローブなどのメンバーで構成され、IOCオリンピック委員会とも連携をとりスポーツ社会や交通安全、環境技術を推進していく。
2013年WECに前年に続きGulf racing middle eastより参戦し、第3戦ル・マン24時間レースでは出走するもマシンのモノコックに亀裂が入り走行不能になり深夜1時半にリタイア。このレースの後にLMP2クラストップチームのOAK RACINGからオファーを受けチーム移籍。第4戦ブラジルでは、移籍後すぐに5位入賞を果たす。その後連続入賞を続け、この年の最終戦バーレーンでは自己最高リザルトとなる総合7位、LMP2クラス5位に入賞した。2013年WECドライバーズランキング22位獲得。女性としては世界最高位で、名実ともに世界最速女性レーシングドライバーとなる。
2014年WECおよびユーロルマンシリーズ（ELMS）に参戦。WEC第3戦ルマン24時間レースでは、日本人最高位の総合14位で完走。クラス9位入賞を果たしアジア人女性初で完走した。6月にミュンヘンで行われたFIAスポーツカンファレンスウイーク世界評議会において世界のトップ女性ドライバーとして登壇した。8月29－31日に行われたアジアンルマンシリーズ（AsLMS）第2戦富士スピードウエィでは、世界で行われるルマンシリーズ史上女性初で総合優勝。快挙を成し遂げた。また同年10月に富士スピードウェイで行われたWEC第5戦日本ラウンドでは、世界女性初で3位表彰台を獲得。続く第6戦でも3位で3連続表彰台に上り、女性ドライバーとして3年連続世界最高位を獲得した。
その他2014年は、電気自動車であるBMW iシリーズの日本でのEVスポークスパーソンを務めている。2015年はフルタイムのレーシングドライバーからは一線を退き(引退という事ではない)、マツダの協力の元「FIA Women In Motorsport」の一環として、日本人女性へのモータースポーツへの参加を奨励する活動を開始し、ビギナーである参加者への指導を開始している。参加者の一部が同年のスーパー耐久やアジアン・ル・マンシリーズに参戦する等の成果を上げている。
2016年アメリカ合衆国フロリダ州でIMSAスポーツカーチャンピオンシップ第2戦「セブリング12時間レース」のマツダUSAの公式チームマツダモータースポーツから参戦、LMP（ルマンプロトタイプ）のシートに復帰した。。結果は8位となった。
2017年アジアン・ル・マン・シリーズに出場。4位入賞。
2018年WECに出場。第4戦の富士スピードウェイで富士6時間レースにLMP2クラスとして参戦。5位入賞。

## 受賞歴
- 日本国政府国家戦略大臣賞「世界で活躍し日本を発信する日本人」
- 愛知県スポーツ功労賞
- 春日井市スポーツ賞
- 自動車技術会技術貢献賞
- フランスのドーヴィルで開催された女性プロアスリート対象の栄誉のある賞「WOMEN'S FORUM GLOBAL MEETING2016」の「記録を打ち破り、新たな歴史を築いたロールモデル」（Record-breakers and role models）
- 岐阜県恵那市地域振興・スポーツ振興表彰

## 役職
- Future株式会社CEO
- 日産自動車株式会社独立取締役
- ソフト99コーポレーション社外取締役
- 慶應義塾大学大学院メディアデザイン研究科特任教授
- FIA（国際自動車連盟）　Women in Motorsport　Commission、Drivers Commissionアジア代表委員
- 経済産業省産業構造審議会委員
- 外務省ジャパンハウス国内有識者諮問委員
- 国土交通省オリンピックパラリンピックナンバー選考委員
- 三重県政策アドバイザー
- 一般社団法人電気自動車普及協会アドバイザー
- 愛知県春日井市広報大使・スポーツ文化大使
- JAF(日本自動車連盟）Women in Motorsport座長、モータースポーツ審議会委員
- 拓殖大学特任教授
- 中部大学現代教育学科幼児外国語教育教員
- 東京理科大学教員

等を歴任

## レース戦績
- 1999年 - フェラーリチャレンジ（優勝3回、ポールポジション3回）/フェラーリ世界戦inイタリア（120台中12位、国別対抗戦2位）MVP of The Year受賞
- 2000年 - イギリス・フォーミュラ・ルノー参戦
- 2001年 - フランスF3参戦（シグナチュール-ルノー)入賞4回
- 2002年 - AF2000参戦　参戦レース全戦表彰台獲得・2勝/AF2000世界戦マカオGP（3位）
- 2003年 - フォーミュラBMWアジアシリーズ（Team イエローハット)（シリーズ3位・シリーズ全戦表彰台）
- 2005年 - イギリスF3選手権・チャンピオンシップクラス（カーリン・モータースポーツ）入賞7回
- 2006年 - イギリスF3選手権・チャンピオンシップクラス（カーリン・モータースポーツ) 入賞4回
- 2008年 - アストンマーティンアジアカップ　チャリティーゲスト参戦
- 2009年 - フォーミュラ・ル・マン・カップ ＜Rd.3＞ (Exagon Engineering／オレカ FLM09) 入賞
- 2012年 - WEC参戦シリーズ7位・入賞3回　(Gulf racing middle east／Lola NISSAN)
- 2013年 - WEC参戦入賞5回(OAK RACING／Morgan NISSAN) 入賞5回　ドライバーズランキング22位、女性世界最高位
- 2014年 - WEC第3戦ル・マン24時間レース日本人最高位総合14位で完走。WEC日本戦・バーレーン戦3位連続表彰台獲得（世界女性初）。アジアン・ル・マンシリーズ総合優勝（世界女性初）。
- 2016年 - IMSA スポーツカーチャンピオンシップ第2戦「セブリング12時間レース」結果は8位[9]。
- 2017年 - アジアン・ル・マンシリーズ4位
- 2018年 - WEC富士ラウンド 5位

### フランス・フォーミュラ3選手権
| 年     | エントラント | シャーシ      | エンジン | 1       | 2       | 3       | 4       | 5      | 6        | 7       | 8      | 9     | 10     | 11     | 順位 | ポイント |
| ------ | ------------ | ------------- | -------- | ------- | ------- | ------- | ------- | ------ | -------- | ------- | ------ | ----- | ------ | ------ | ---- | -------- |
| 2001年 | ARTA         | ダラーラ F399 | ルノー   | NOG1 12 | NOG2 14 | LED Ret | MAG Ret | VDV 12 | SPA1 Ret | SPA2 10 | CET 12 | ALB 8 | BUG 10 | MAG 14 | 13位 | 22       |

### イギリス・フォーミュラ3選手権
| 年     | チーム   | シャーシ      | エンジン | クラス | 1        | 2       | 3       | 4       | 5       | 6        | 7       | 8       | 9       | 10      | 11      | 12      | 13       | 14      | 15      | 16       | 17      | 18      | 19       | 20      | 21       | 22       | 23      | 24      | 順位 | ポイント |
| ------ | -------- | ------------- | -------- | ------ | -------- | ------- | ------- | ------- | ------- | -------- | ------- | ------- | ------- | ------- | ------- | ------- | -------- | ------- | ------- | -------- | ------- | ------- | -------- | ------- | -------- | -------- | ------- | ------- | ---- | -------- |
| 2005年 | カーリン | ダラーラ F305 | 無限     | A      | DON1 18  | DON2 16 | SPA C   | SPA C   | CRO1 13 | CRO2 Ret | KNO1 16 | KNO2 15 | THR1 20 | THR2 18 | CAS1 22 | CAS2 20 | MNZ 19   | MNZ 21  | MNZ 15  | SIL 9    | SIL1 19 | SIL2 20 | NüR1 Ret | NüR2 21 | MON1 Ret | MON2 Ret | SIL1 17 | SIL2 17 | 17位 | 12       |
| 2006年 | カーリン | ダラーラ F306 | 無限     | A      | OUL1 Ret | OUL2 19 | DON1 20 | DON2 11 | PAU1 16 | PAU2 Ret | MON1 18 | MON2 15 | SNE1 14 | SNE2 18 | SPA 12  | SPA 17  | SIL1 Ret | SIL2 17 | BRH1 17 | BRH2 Ret | MUG1 12 | MUG2 19 | SIL 16   | SIL 13  | THR1 17  | THR2 15  |         |         | 17位 | 4        |

- 2005年4月16-17日スパラウンドの2レースは悪天のため中止された。代替として7月のモンツァと8月シルバーストンで1レースずつ追加開催された。

### ル・マン24時間レース
| 年     | チーム                             | コ・ドライバー                                | 使用車両       | クラス | 周回 | 総合順位 | クラス順位 |
| ------ | ---------------------------------- | --------------------------------------------- | -------------- | ------ | ---- | -------- | ---------- |
| 2012年 | ガルフ・レーシング・ミドルイースト | ジャン＝デニス・デレトラズ マルク・ロスタン   | ローラ・B12/80 | LMP2   | 17   | DNF      | DNF        |
| 2013年 | ガルフ・レーシング・ミドルイースト | ファビアン・ジロー フィリップ・ハエズブロウク | ローラ・B12/80 | LMP2   | 22   | DNF      | DNF        |
| 2014年 | ラルブル・コンペティション         | ピエール・ラグ リッキー・テイラー             | モーガン・LMP2 | LMP2   | 341  | 14位     | 9位        |

### FIA 世界耐久選手権
| 年        | 所属チーム                         | 使用車両        | クラス | 1      | 2     | 3       | 4      | 5     | 6       | 7     | 8       | 順位 | ポイント |
| --------- | ---------------------------------- | --------------- | ------ | ------ | ----- | ------- | ------ | ----- | ------- | ----- | ------- | ---- | -------- |
| 2012年    | ガルフ・レーシング・ミドルイースト | ローラ・B12/80  | LMP2   | SEB EX | SPA 9 | LMN Ret | SIL 11 | SAO 9 | BHR Ret | FUJ 6 | SHA Ret | 70位 | 2        |
| 2013年    | ガルフ・レーシング・ミドルイースト | ローラ・B12/80  | LMP2   | SIL    | SPA 9 | LMN Ret |        |       |         |       |         | 10位 | 35       |
| 2013年    | オーク・レーシング                 | モーガン・LMP2  | LMP2   |        |       |         | SÃO 5  | COA   | FUJ 9   | SHA 6 | BHR 5   | 10位 | 35       |
| 2014年    | ラルブル・コンペティション         | モーガン・LMP2  | LMP2   | SIL    | SPA   | LMN 9   |        |       |         |       |         | NC   | 0        |
| 2014年    | オーク・レーシング                 | モーガン・LMP2  | LMP2   |        |       |         | COA    | FSW 3 | SHA     | BHR 3 | SÃO     | NC   | 0        |
| 2018-19年 | ラルブル・コンペティション         | リジェ・JS P217 | LMP2   | SPA    | LMN   | SIL     | FSW 5  | SHA   | SEB     | SPA   | LMN     | 14位 | 10       |

### 全日本GT選手権
| 年     | チーム                   | 使用車両           | クラス | 1   | 2   | 3   | 4   | 5      | 6      | 7   | 8   | 順位 | ポイント |
| ------ | ------------------------ | ------------------ | ------ | --- | --- | --- | --- | ------ | ------ | --- | --- | ---- | -------- |
| 2003年 | アールアンドデースポーツ | ポルシェ・911 GT3R | GT300  | TAI | FSW | SUG | FSW | FSW 16 | TRM 12 | AUT | SUZ | NC   | 0        |

## メディア出演
- グラン・ジュテ（NHK教育テレビジョン、2009年12月5日）[13]
- 明石家さんまの転職DE天職3（日本テレビ、2014年9月15日）[14]
- NHKスペシャル・ドキュメンタリー（NHK総合テレビジョン）
- サイエンスZERO（NHK教育テレビジョン）
- NHK「地球エコバーク」
- 報道ステーション（テレビ朝日）
- TBS「世界人」
- 日本テレビ「news zero」講演
- 内閣府男女共同参画講演
- 東京都地球環境講演会
- 鳥取県交通安全県民大会
- 全国交通安全運動愛知県警1日署長
- 日本経済新聞社なでしこ塾
- 朝日新聞×六本木ヒルズイノベーターセミナー
- 文科省核融合科学研究所一日所長＆特別講演
- 静岡県伝法小学校震災復興PTA親子教育講演会
- 徳島教育者女性連盟
- 自動車技術会
- SXSW 2018

## 著書
- 『崖っぷちの覚悟・年齢制限!?関係なし!』（2010年、三五館）[15]